# Isotoma fennica
Isotoma fennica (лат.) — вид коллембол рода Isotoma (Desoria) из семейства изотомид (Isotomidae). Голарктика.

## Описание
Мелкие коллемболы (2—3 мм). Обитает в лесах, часто у холодных водотоков и во влажных мхах и гнёздах грызунов. Редкий или обычный. Отмечен в следующих регионах: Голарктика (в южной части, преимущественно, в горах).